# Гора Кука
Гора́ Ку́ка або Аоракі (англ. Mount Cook, маорі Aoraki) — гора в новозеландських Південних Альпах, найвища точка Нової Зеландії, знаходиться в західній частині Південного острова, неподалік від узбережжя, в регіоні Кентербері. Її висота становить — 3724 м.

## Географія

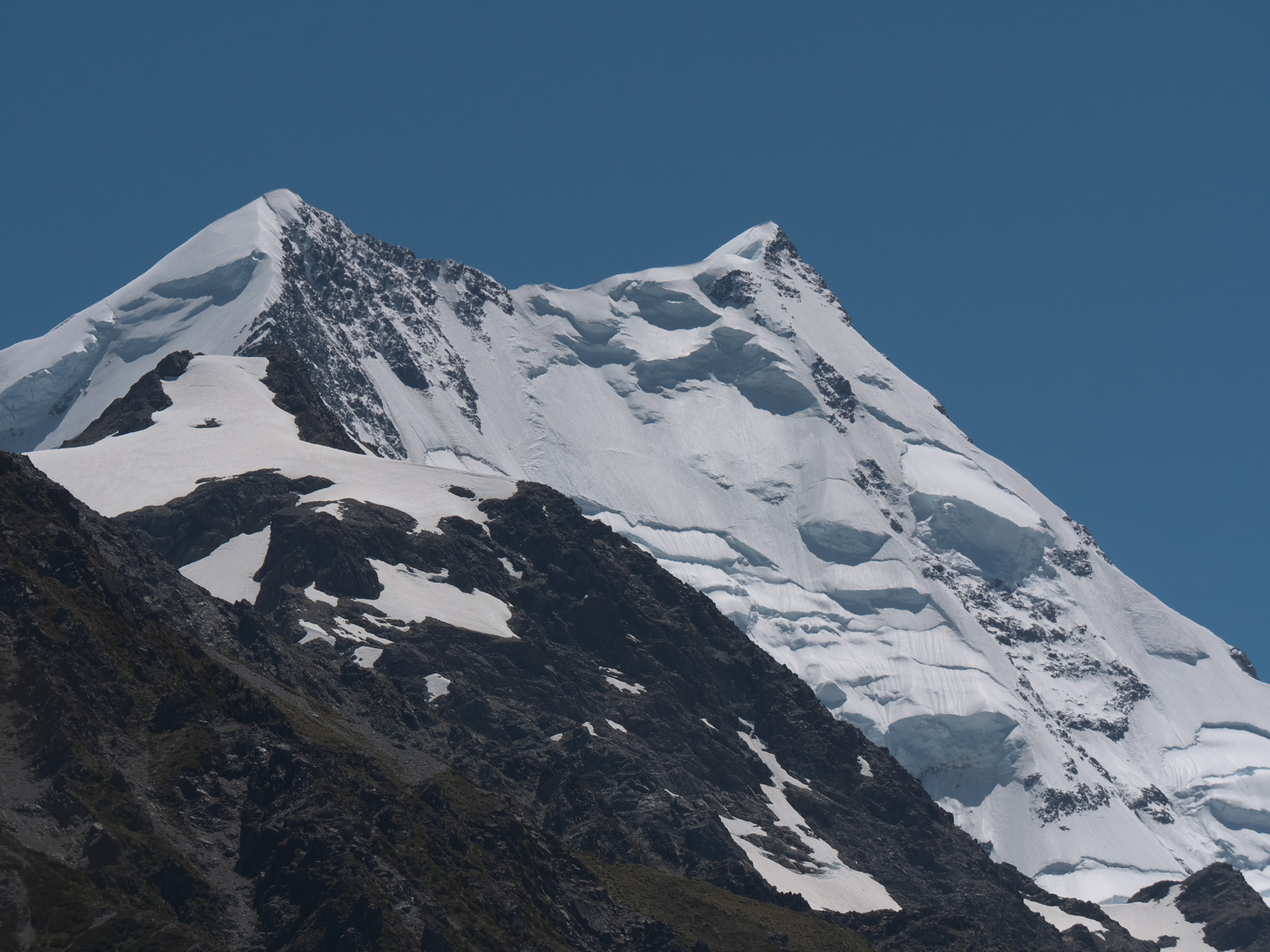
Вид на гору Кука з озера Тасмана

Гора Кука складається з трьох вершин: з півдня на північ, Низький пік (3593 м), Середній пік (3717 м) і Високий пік (3724 м). Вершини лежать трохи на південь та схід від основної ділянки Південних Альп, з льодовиком Тасмана на сході та льодовиком Гукер на південному заході.
Гора складається з кристалічних порід, вкрита снігом та льодовиками й має форму сідла з крутими схилами. Льодовик Тасмана має довжину близько 29 км.
Гора отримала назву на честь Джеймса Кука, мовою маорі назва означає «велика біла хмара».
Гора Кука — частина Національного парку Маунт-Кук, в якому нараховується понад 140 піків вищих 2000 метрів.
Біля гори за рік випадає близько 7600 мм опадів, внизу на схилах ростуть унікальні дощові ліси помірного клімату з багатьма ендемічними видами.

### Клімат
Гора знаходиться у зоні, котра характеризується морським кліматом. Найтепліший місяць — лютий із середньою температурою 18.3 °C (65 °F). Найхолодніший місяць — липень, із середньою температурою 9.4 °С (49 °F).
| Клімат г. Кука (на висоті 3,7 км.) | Клімат г. Кука (на висоті 3,7 км.) | Клімат г. Кука (на висоті 3,7 км.) | Клімат г. Кука (на висоті 3,7 км.) | Клімат г. Кука (на висоті 3,7 км.) | Клімат г. Кука (на висоті 3,7 км.) | Клімат г. Кука (на висоті 3,7 км.) | Клімат г. Кука (на висоті 3,7 км.) | Клімат г. Кука (на висоті 3,7 км.) | Клімат г. Кука (на висоті 3,7 км.) | Клімат г. Кука (на висоті 3,7 км.) | Клімат г. Кука (на висоті 3,7 км.) | Клімат г. Кука (на висоті 3,7 км.) | Клімат г. Кука (на висоті 3,7 км.) |
| Показник                           | Січ.                               | Лют.                               | Бер.                               | Квіт.                              | Трав.                              | Черв.                              | Лип.                               | Серп.                              | Вер.                               | Жовт.                              | Лист.                              | Груд.                              | Рік                                |
| Середній максимум, °C              | 20                                 | 21,1                               | 20                                 | 17,2                               | 15                                 | 12,2                               | 12,2                               | 12,8                               | 13,9                               | 16,1                               | 17,2                               | 18,9                               | 16,4                               |
| Середня температура, °C            | 17,8                               | 18,3                               | 17,2                               | 14,4                               | 12,8                               | 10                                 | 9,4                                | 10,6                               | 11,7                               | 13,3                               | 13,9                               | 16,1                               | 13,8                               |
| Середній мінімум, °C               | 15                                 | 16,1                               | 13,9                               | 12,2                               | 10                                 | 7,8                                | 7,2                                | 7,8                                | 8,9                                | 11,1                               | 11,1                               | 12,8                               | 11,2                               |
| Норма опадів, мм                   | 30                                 | 20                                 | 30                                 | 40                                 | 50                                 | 40                                 | 30                                 | 40                                 | 50                                 | 50                                 | 40                                 | 30                                 | 450                                |
| Днів з опадами                     | 12                                 | 10                                 | 11                                 | 13                                 | 13                                 | 17                                 | 16                                 | 16                                 | 14                                 | 15                                 | 13                                 | 15                                 | 165                                |
| Вологість повітря, %               | 75                                 | 75                                 | 80                                 | 80                                 | 80                                 | 80                                 | 80                                 | 80                                 | 80                                 | 75                                 | 75                                 | 75                                 | 77.9                               |
| ---------------------------------- | ---------------------------------- | ---------------------------------- | ---------------------------------- | ---------------------------------- | ---------------------------------- | ---------------------------------- | ---------------------------------- | ---------------------------------- | ---------------------------------- | ---------------------------------- | ---------------------------------- | ---------------------------------- | ---------------------------------- |
| Джерело: Weatherbase               |                                    |                                    |                                    |                                    |                                    |                                    |                                    |                                    |                                    |                                    |                                    |                                    |                                    |

## Підкорення

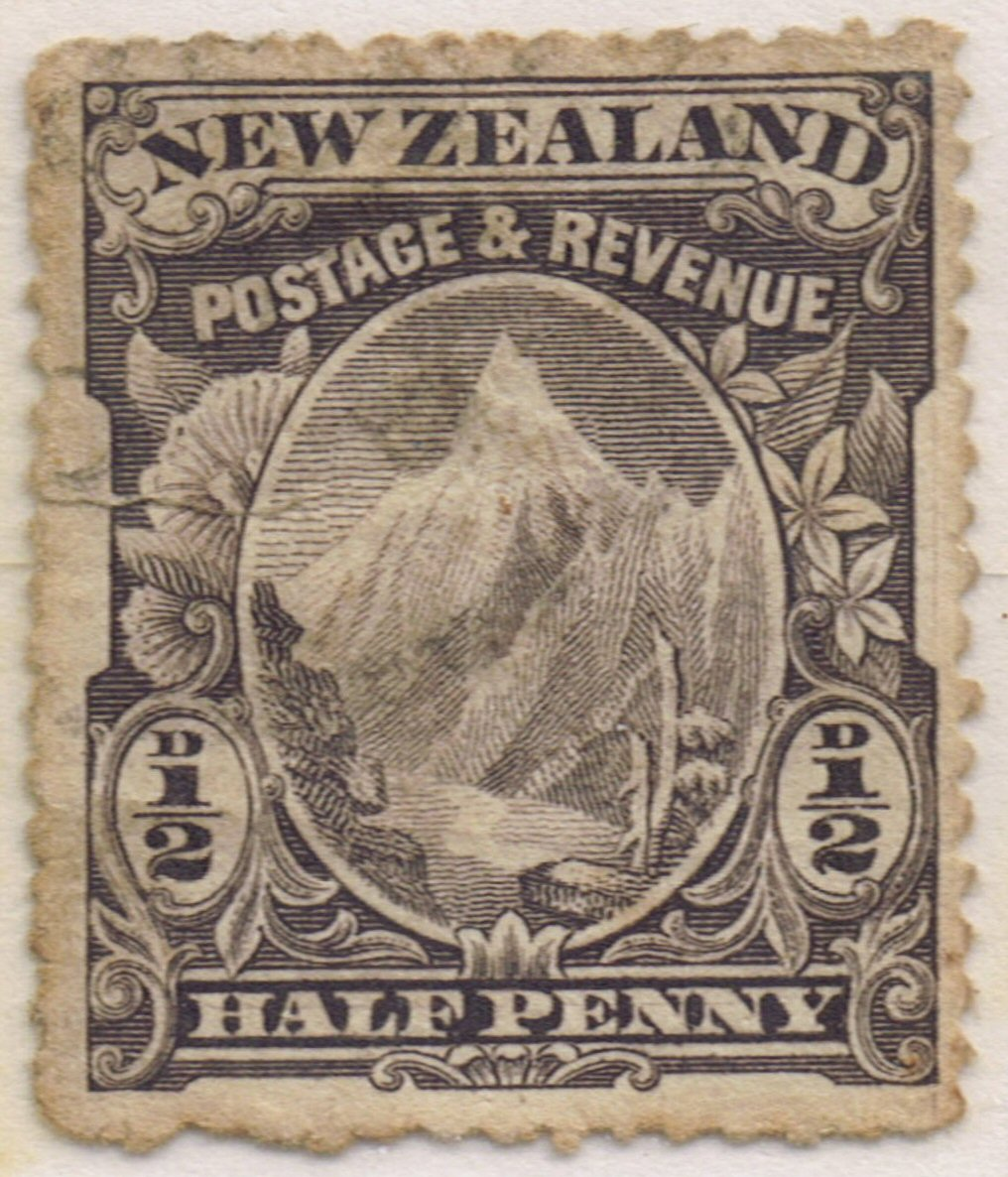
Гора Кука на марці Нової Зеландії 1898 року

Першу зафіксовану спробу підкорення вершини здійснили ірландець Вільям С. Грін, швейцарський власник готелю Еміль Босс і швейцарський гірський гід Ульріх Кауфманн 2 березня 1882 року через льодовики Тасмана та Лінда. Автор путівника по горі Кук Х'ю Логан вважає, що вони не дійшли до вершини всього якихось 50 метрів.
Перше відоме офіційне сходження було здійснене 25 грудня 1894 року, коли новозеландці Том Файф, Джон Майкл (Джек) Кларк та Джордж Грем досягли вершини через долину Гукер і північний хребет. Незважаючи на попередню невдалу спробу 20 грудня, місцевих альпіністів стимулювало бажання здійснити перше підкорення вершини саме новозеландськими альпіністами на тлі повідомлень про те, що американський альпініст Едвард Артур Фіцджеральд, виношує плани підкорення вершини. Альпіністи досягли вершини приблизно о 13:30 після подолання останньої частини гори. Маршрут, який вони успішно пройшли, залишався не підкореним іншими альпіністами аж до 100-го підйому і тільки через 60 років в 1955 році був повторений. Швейцарський гід Маттіас Цурбрігген з партії Фіцджеральда здійснив друге сходження на вершину 14 березня 1895 року з боку льодовика Тасмана через хребет, який зараз носить його ім'я. Це був перший офіційний сольний підйом, хоча Цурбріггена супроводжував частину шляху по хребту Дж. Адамсон. Після сходження Цурбріггена пройшло ще десять років до того, як на гору знову піднялися. У лютому 1905 року Джек Кларк разом з чотирма іншими альпіністами здійснив третє сходження за маршрутом Цурбріггена. Тож Кларк став першою людиною, яка зробила повторний підйом на гору Кука.
Першою жінкою, що піднялася на гору, 3 грудня 1910 року було австралійка Фреда Дю Фаур. Траверс всіх трьох піків гори Кука (Низький, Середній і Високий), названий «грандіозним траверсом» був вперше здійснений 3 січня 1913 року тією ж Фредою Дю Фаур і гідами Пітером Грехемом та Девідом (Дарбі) Томсоном. Зараз цей «грандіозний траверс» розглядається як класичний підйом на Південні Альпи Нової Зеландії і продовжує асоціюватися з ім'ям Фреди Дю Фаур.

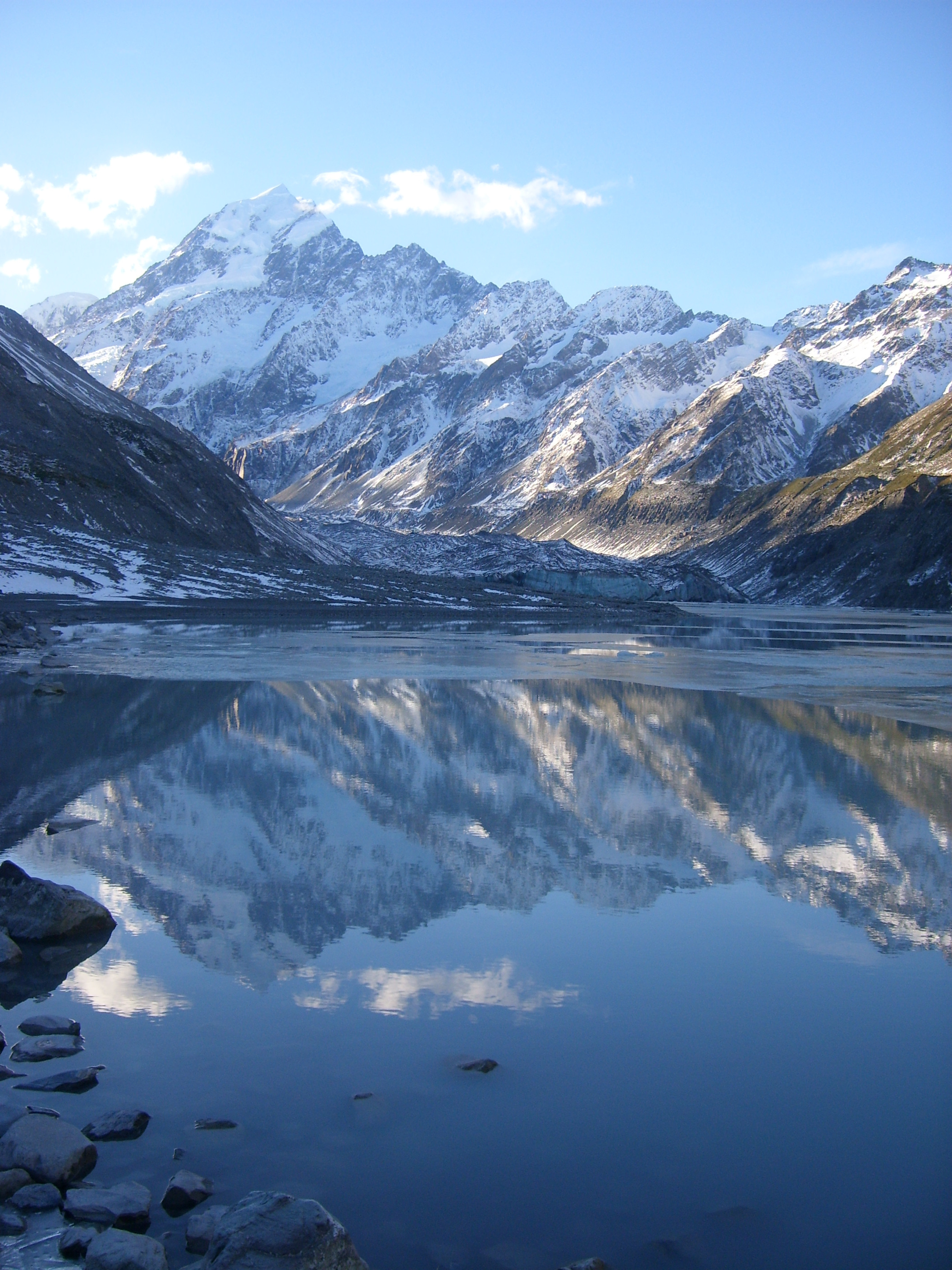
Гора Кука з озера Гукер

Аоракі / гора Кука — це технічно складна гора з високим рівнем заледеніння. Рівень її складності часто недооцінюється і може різко змінюватися залежно від погоди, снігу та льоду. Маршрут підйому перетинає великі тріщини і включає ризики льодових і скельних падінь, лавин та швидко мінливих погодних умов.
З початку XX століття близько 80 осіб загинули, намагаючись піднятися на гору, зробивши її найсмертоноснішою вершиною Нової Зеландії. Сезон сходження традиційно триває з листопада по лютий, і майже кожен сезон не проходить без принаймні одного летального випадку.

## Цікаві факти

Гора Кука, вигляд з кінця долини Гукер, з моренним озером льодовика Гукер на передньому плані

- У Великій радянській енциклопедії вказано, що висота Аоракі — 3764 м, та це не помилка. 14 грудня 1991 року з вершини зійшло понад 10 млн м³ гірської породи, снігу та льоду й висота гори зменшилась на 10 м, і становила 3754 м. У 2014 році, після більш точного вимірювання, була встановлена нова величина висоти вершини, і вона склала 3724 м[1].
- Першим європейцем, що побачив гору був не Джеймс Кук, а Абель Тасман (або ж хтось із його корабельної команди) у 1642 році.
- На честь вершини названо астероїд 3810 Аоракі[13].
- Гора Кука — Національний парк, на території якого розташована гора з прилеглим озером Пукакі, є об'єктом Всесвітньої природної спадщіни ЮНЕСКО. Режисер трилогій «Володар Перснів» та «Хоббіт» П. Джексон декілька разів знімав в цій місцевості: гора Кука «виконала роль» Карадраса, а на березі озера рятувалися мешканці озерного міста Есґарот.